# Fekete sas
A fekete sas (Clanga clanga), korábban (Aquila clanga) a madarak (Aves) osztályának a vágómadár-alakúak (Accipitriformes) rendjébe, ezen belül a vágómadárfélék (Accipitridae) családjába tartozó faj.

## Előfordulása
Európa keleti és Ázsia mérsékelt övi részén fészkel, Dél-Ázsiába vonul telelni. A sík vidék a vadászterülete, folyók és tavak környékén.

## Megjelenése
Testhossza 65-72 centiméter, szárnyfesztávolsága 160-180 centiméter, testtömege 1600-2500 gramm. A tojó nagyobb a hímnél. Tollazata barnásfekete. Lábai hosszúak és vastagok, melyek hosszú, éles karmokban végződnek. Csőre nagy, horgas és erős.

## Életmódja
Általában emlősökkel és madarakkal táplálkozik, de a dögöket is szívesen elfogyasztja. A víz környékén gyíkokra, békákra és rovarokra is vadászik. Viselkedésükre fióka korukban a káinizmus jellemző.

## Szaporodása
Áprilisban a hím nászrepüléssel udvarol a tojónak. Fára, ágakból építi fészkét, de ha van rá mód, az előző évit foglalja el. Fészekalja 1-2 tojásból áll, de a gyengébb fióka általában elpusztul. A kotlási idő 42-45 nap, a fióka még 45-60 napig tartózkodik a fészekben.

## Kárpát-medencei előfordulása
Magyarországon alkalmi vendég, főleg a téli hónapokban kóborol erre néhány példány. A 2012. januárban végrehajtott madárszámlálás eredménye alapján 6 fekete sas telelt Magyarországon.
2018-ban a madárszámlálás adatai alapján 4 itthon telelő fekete sast figyeltek meg a madarakat számlálók.

## Védettsége
A Természetvédelmi Világszövetség Vörös Listáján veszélyeztetett faj, Magyarországon fokozottan védett, természetvédelmi értéke 500 000 Ft.
A 2016-os saslétszám felmérés során a Magyar Madártani Egyesület szakemberei és önkéntesei 4-5 darab fekete sast találtak Magyarországon.

## Galéria

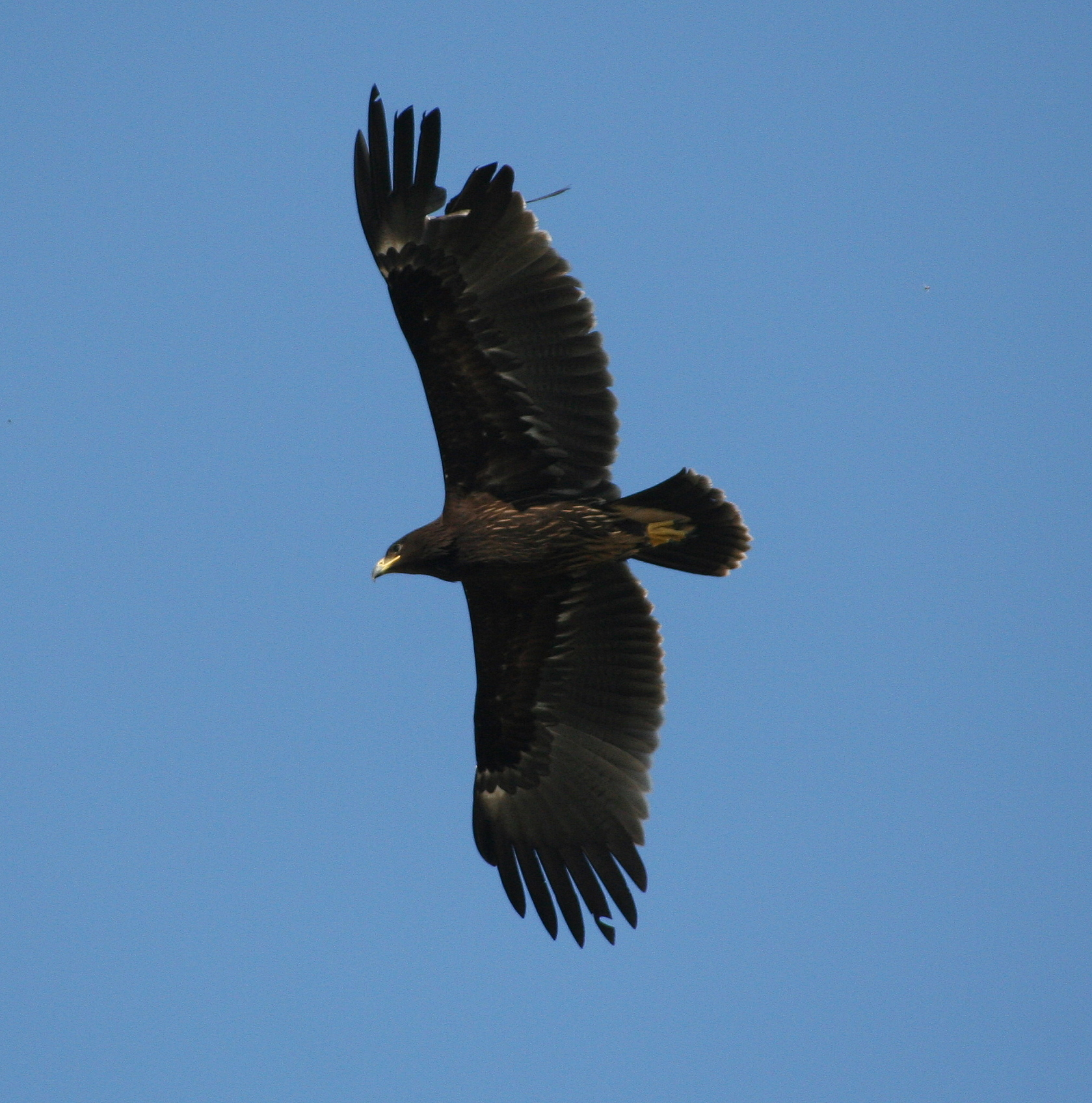
Röpképe 1.
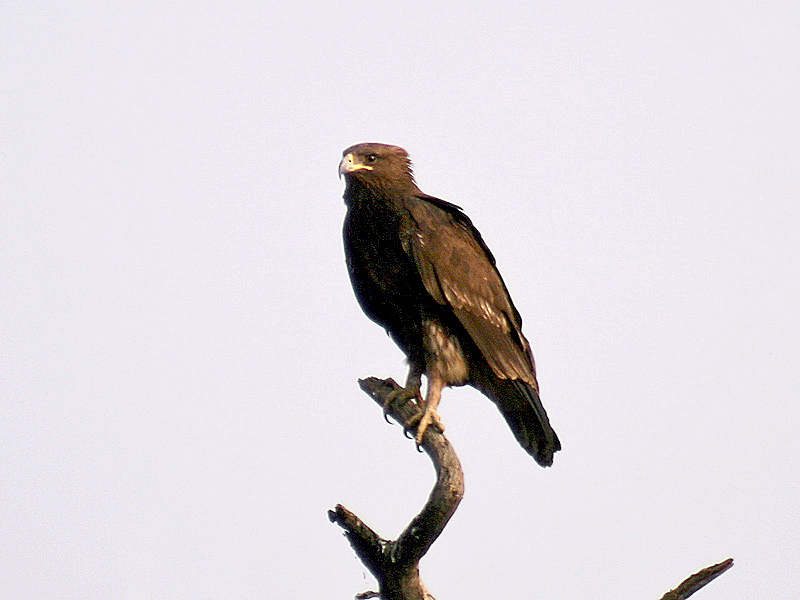
Fürkésző tekintettel egy fa tetején
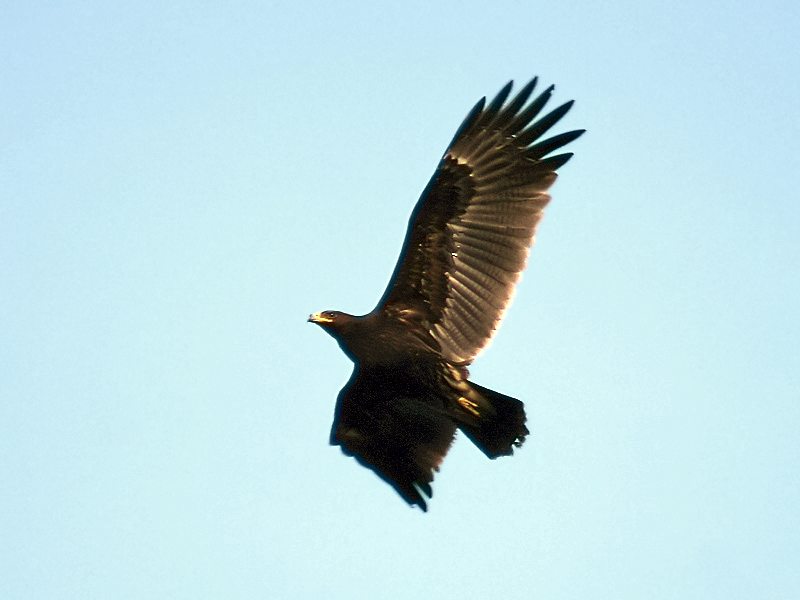
Röpképe 2.
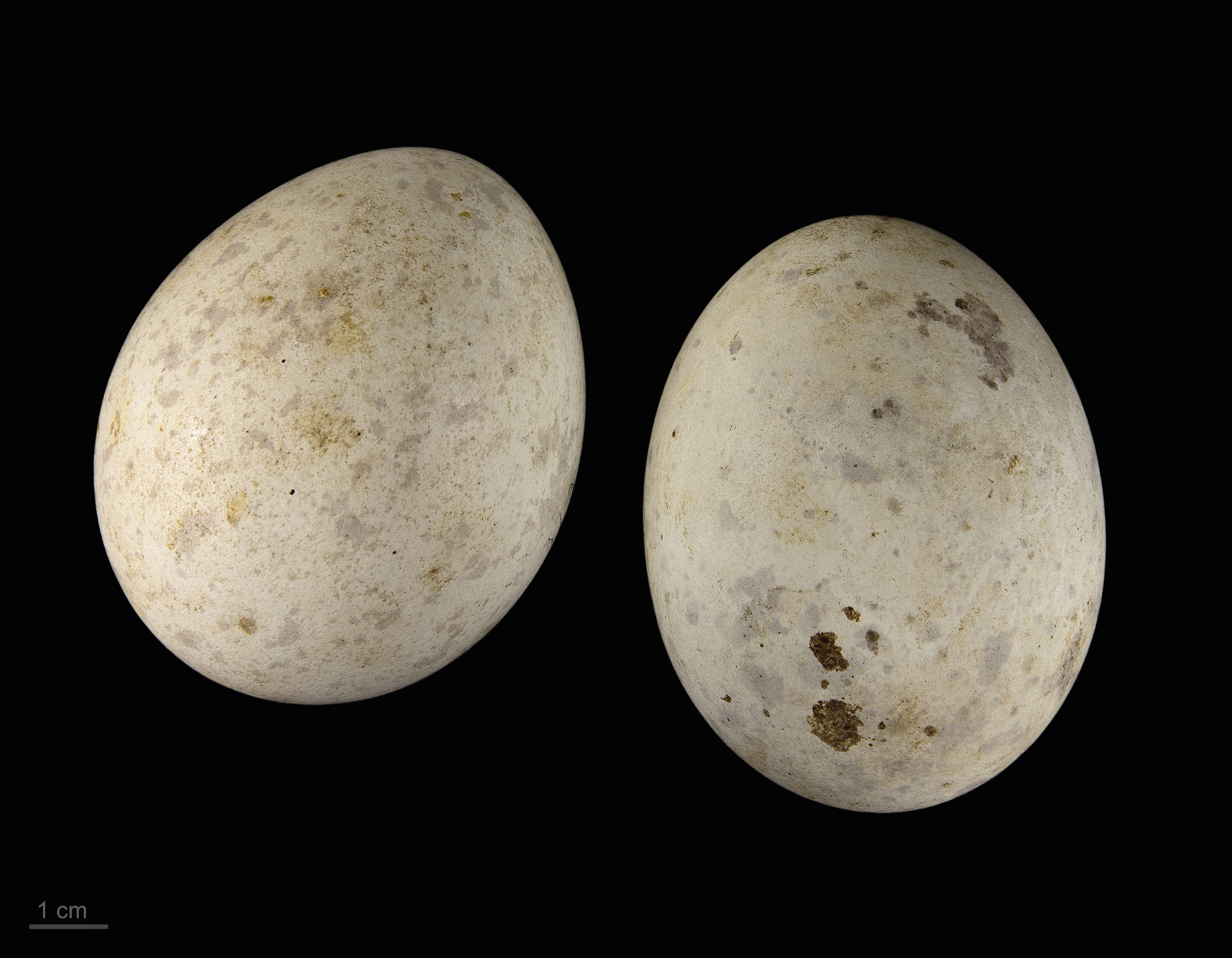
Tojásai